# جستجوی سراسری
جستجوی سراسری (به لهستانی: Obława)، فیلم جنگی درام محصول سال ۲۰۱۲ لهستان به کارگردانی مارچین کشیشتاوُویچ است. داستان آن در لهستان اشغال‌شدهٔ جنگ دوم جهانی می‌گذرد و درباره چندین نظامی لهستانی است که در جنگل‌ها مخفی شده‌اند و به مبارزه چریکی با نیروهای آلمانی می‌پردازند.
کارگردان این فیلم در جشنواره فیلم مونترئال نامزد جایزه گرند پیکس د آمریکن شد. این فیلم موفق به کسب چهار جایزه و هشت نامزدی از جوایز فیلم لهستانی سال ۲۰۱۳ از جمله جایزه بهترین فیلم، بهترین طراح لباس، بهترین سینماتوگرافی و بهترین صدا شد.

## بازیگران
- مارچین دوروچینسکی - در نقش سرجوخه ویدرا، او مسئول اعدام اسیران آلمانی است.
- ماچئی اشتور - در نقش هنریک کوندولویچ، او خبرچین آلمان‌هاست و تعداد زیادی از سربازان لهستانی را لو داده و باعث مرگشان شده‌است.
- سونیا بوخوشیه‌ویچ - در نقش هانا کوندولوویچ، همسر هنریک کوندولوویچ
- ورونیکا روساتی - در نقش پرستار پستکا
- آندژی ژیلینسکی - در نقش ستوان ماک
- بارتوش ژوکوفسکی - وانیت
- آلان آندرش - در نقش رودزیلک
- ویتولد دنبیتسکی - در نقش پدر هانا کوندولویچ، سرگرد بازنشسته ارتش لهستان، به درخواست دخترش دامادش را به نیروهای لهستانی لو می‌دهد.
- آنا کوژیک
- بارتوش ژوکوفسکی
- آندژی ماستالِـش
- کارول پوخچ